# Armed Girl's Machiavellism
Armed Girl's Machiavellism (武装少女マキャヴェリズム?, Busō shōjo makyaverizumu, lett. "Il machiavellismo delle ragazze armate") è un manga scritto da Yūya Kurokami e disegnato da Karuna Kanzaki, serializzato sul Monthly Shōnen Ace di Kadokawa Shoten dal 25 marzo 2014 al 24 giugno 2022. Un adattamento anime, prodotto da Silver Link, è stato trasmesso in Giappone tra il 5 aprile e il 21 giugno 2017.

## Trama
Nomura Fudo è un ragazzo recentemente espulso dalla sua vecchia scuola in seguito a una massiccia e violenta rissa. Vorrebbe vivere una vita normale e tranquilla, ma la nuova scuola nella quale è stato forzatamente trasferito è l'Accademia Privata Aichi Symbiosis, dove le studentesse, in preda a un'irrazionale paura dei maschi, opprimono questi ultimi da quando la scuola è diventata mista. Immediatamente un gruppo di vigilantes composto da cinque membri chiamati "Cinque Spade Supreme", guidato da Rin Onigawara, prende infatti di mira Nomura per costringerlo a sottomettersi a loro o ad andarsene. A questo punto, Nomura sfida le Cinque Spade da solo per difendere la propria libertà.

## Personaggi
Fudō Nomura (納村 不動?, Nomura Fudō)
Doppiato da: Tasuku Hatanaka
Uno studente da poco trasferito, Nomura desidera la libertà e non ama essere costretto a fare cose contro la sua volontà. Orfano dei genitori, ha passato l'infanzia col nonno, appassionato di spade. Durante un'enorme rissa, riuscì a sconfiggere 40 persone e fu poi espulso dalla sua precedente scuola per poi essere forzatamente trasferito. Era amico di Amō (che credeva essere un uomo) prima che questa si rivelasse una violenta psicopatica.
Nomura ha un carattere allegro e sfacciato, ma quando la situazione lo richiede è molto determinato. Combatte con degli speciali guanti anti-taglio. La sua tecnica speciale si chiama "Proiettile Spirituale": appoggiando la mano sull'avversario muove i muscoli generando una grande forza che lo scaraventa via. Ha una grande conoscenza delle caratteristiche degli stili di spada a causa della sua infanzia, e in origine praticava il Jigen-ryū.
Rin Onigawara (鬼瓦 輪?, Onigawara Rin)
Doppiata da: Yūki Takada
Rin è una talentuosa spadaccina e colei che guida le Cinque Spade Supreme. Indossa una maschera da oni da quando la madre le disse che è brutta, in quanto le ricordava suo padre, che abbandonò la famiglia per un'altra donna; l'Imperatrice ne ha distrutto la maggior parte lasciando solo due pezzi a coprire gli occhi e Nomura ne ha rotto un altro. Rin è apparentemente severa ed inflessibile, ma si preoccupa per le persone. Combatte con una katana praticando lo stile Kashima Shinden Jikishinkage-ryū e grazie alla tecnica della "Respirazione Specchiata" può aumentare la sua forza pur non disponendo di un gran muscolatura.
Mary Kikakujō (亀鶴城 メアリ?, Kikakujō Meari)
Doppiata da: Sayaka Kitahara
Una studentessa franco-giapponese che fa parte delle Cinque Spade Supreme, Mary è ben predisposta nella scherma occidentale, perforando accuratamente i nervi centrali con il suo stocco. Dopo il suo combattimento con Nomura, inizia a provare dei sentimenti per lui dopo aver fallito nel convincerlo a toccarle il seno. Ogni volta che si agita, tende a tornare a parlare francese.
Warabi Hanasaka (花酒 蕨?, Hanasaka Warabi)
Doppiata da: Rina Hidaka
È un membro delle Cinque Spade Supreme che ha un'orsa domestica di nome Kyoubou e più tardi il suo cucciolo, Domou. Dopo che Nomura sconfigge Mary e Rin, Warabi organizzà le "Waralimpiadi", un evento per correggere gli studenti, al fine di correggere Mary, Rin e in definitiva Nomura, ma fallì. Dopo il fallimento del suo piano sfida Nomura sul tetto. Lei, Kyoubou e i suoi più stretti seguaci vengono alla fine sconfitti da Nomura, Rin e Mary. In seguito aiuta Nomura a entrare nel dormitorio delle ragazze per trovare Satori. Warabi pratica lo stile di spada giapponese Taisha-ryū, ma conosce anche il judo e si avvale degli shuriken per attaccare a sorpresa.
Satori Tamaba (眼目 さとり?, Tamaba Satori)
Doppiata da: Nozomi Nishida
Una delle Cinque Spade Supreme, è dopo Tsukuyo la più forte delle cinque. È una ragazza molto particolare, apparentemente svampita e innocente, ma in grado di uccidere senza fare una piega. È una grande pianificatrice, ma a volte agisce in modo irrazionale, dunque è imprevedibile. Tenta di sconfiggere Nomura con uno scandalo creato ad arte, ma invece viene sconfitta da lui. Usa uno stile di combattimento che combina dieci tecniche di spada da dieci scuole diverse di kenjutsu, il Keishi-ryū Kidachi Kata, ufficialmente insegnato agli ufficiali di polizia giapponesi.
Nonostante la sua facciata apparentemente spensierata nasconde un passato travagliato: fin da piccola ha sempre avuto difficoltà a comprendere gli altri, e a loro volta questi non capivano lei, portandoli a chiamarla "mostro". Come se non bastasse in realtà il suo vero nome sarebbe Misogi, la sorella minore della vera Satori. A quest'ultima, quand'era bambina, piaceva guardare le persone dall'alto, come se non fossero niente, specie dai luoghi elevati. Un giorno, però, Misogi, stanca di questo, la fece cadere dal castello dove stavano giocando. Da quel momento Misogi divenne Satori, e a sua volta Satori divenne Misogi. A quest'ultima la sorella rubò letteralmente la sua vita di sempre, rendendola infine la propria lacchè personale. Tuttavia, quando Amō attacca le sorelle riducendole entrambe in fin di vita, "Satori" scoppia a piangere, quasi si fosse resa conto di quanto si fosse comportata orribilmente con sua sorella.
Dopo la sconfitta dell'Imperatrice vengono entrambe portate in infermeria e curate. Dopo aver ricevuto la visita di Nomura, viene a trovarla la sorella, e quando questa non sa se chiamarla Satori o Misogi, le risponde che vanno bene tutti e due, poiché "io sono io, dopotutto", segno che tra le due sorelle è tornata la pace.
Tsukuyo Inaba (因幡 月夜?, Inaba Tsukuyo)
Doppiata da: Natsumi Hioka
L'unica delle Cinque Spade Supreme a frequentare le scuole medie per aver saltato un anno. Tsukuyo è cieca ed è la più forte delle Cinque, ed ha un udito sufficientemente sviluppato da capire come si svolgono esattamente alcune tecniche di combattimento, compreso il Proiettile Spirituale di Nomura. È un'esperta di iaidō. Lei e Nomura hanno studiato uno stile di scherma simile: mentre Nomura pratica il Jigen-ryu, Tsukuyo pratica il suo stile discendente, lo Yakumaru Jigen-ryū. Tuttavia, invece di una spada normale, ne usa una in finto metallo rivestita da una lega di zinco. Probabilmente, dato il suo handicap, nonostante le sue notevoli capacità, avrebbe difficoltà ad usarne una vera.
Kirukiru Amō (天羽 斬々?, Amō Kirukiru)
Doppiata da: Eriko Matsui
Una studentessa trasferita inviata all'Accademia poiché era a capo di una banda coinvolta in un'enorme rissa. In seguito divenne nota come "Imperatrice", dopo aver sconfitto da sola due delle Cinque Spade Supreme, Rin e Mary. Prima di trasferirsi, ha combattuto contro Nomura. Amou si innamora di Nomura dopo essere stata sconfitta da lui in una battaglia uno contro uno, quando il ragazzo rifiuta di diventare un suo subordinato. Diventa molto gelosa quando vede Nomura baciare Rin. Dopo lo scontro con le Cinque Spade Supreme e Nomura, viene espulsa dall'Accademia e trasferita all'Accademia Privata Hokkai Symbiosis. È una praticante del Karate, in particolare il Karate Uechi-ryū, il quale la rende capace di trasformare ogni parte del corpo in una lama.
Nono Mozunono (百舌 鳥 野 の の?, Mozunono Nono)
Doppiata da: Miku Itō
Compagna di stanza, subordinata e seconda in comando di Rin. Tiene molto a lei, al punto da rischiare la vita. C'è una certa rivalità tra Nono e Chōka, ma all'occorrenza sanno unire le forze quando necessario.
Chouka U Baragasaki (蝶 華 · U · 薔薇 咲?, Barazaki U Chōka)
Doppiata da: Akane Kohinata
Subordinata e seconda in comando di Mary. Tiene molto a lei, al punto da rischiare la vita. C'è una certa rivalità tra Chōka e Nono, ma all'occorrenza sanno unire le forze quando necessario. È una giapponese che indossa una parrucca e lenti a contatto per cambiare il suo aspetto, così da somigliare a un'occidentale.
Sasa Kurasaki (倉 崎 佐 々?, Kurosaki Sasa)
Doppiata da: Miharu Hanai
Una dei compagni di classe di Nomura e Rin.
Ui Migii (右 井 右 井?, Migii Ui)
Doppiata da: Shiori Mutō
Una dei compagni di classe di Nomura e Rin. È piuttosto calma e impassibile, al punto da rispondere senza problemi a Nomura sul colore delle mutande di Rin.
Tsunemi Touko (ツ ネ ミ ト コ?, Tōko Tsunemi)
Doppiata da: Miharu Sawada
Una dei "moschettieri" di Warabi. Usa un ventaglio di ferro come arma.
Kinue Tanukihara (タ ヌ キ ハ ラ キ エ?, Tanukihara Kinue)
Doppiata da: Yūki Yamada
Una dei "moschettieri" di Warabi. È armata con due manganelli telescopici come armi. Ha anche una matita per scrivere sul suo taccuino.
Nico Saruwatari (猿 渡 ニ コ?, Saruwatari Nico)
Doppiata da: Natsumi Yamada
Una studentessa dell'Aichi Private Academy assomigliante a un ragazzo adolescente. Viene spesso mostrata indossare degli occhiali da sole e una tuta da ginnastica. A volte la si sente emettere dei versi simili a quelli di un topo.
Kyoubou (キ ョ ー ボ ー?, Kyōbō)
Doppiata da: Saki Fujita
L'orsa domestica di Hanasaka. Il suo nome vuol dire "feroce", ma sembra essersi affezionata a Nomura dopo essere stata sconfitta da lui per ben due volte. Ha un cucciolo, Doumo.
È stata addestrata nelle pratiche del Sumo e del Pugilato.
Kusuo Masukodera (増 子 寺 楠 男?, Masukodera Kusuo)
Doppiato da: Tetsuharu Ōta
Uno degli studenti maschi dell'Accademia Aichi. Come il resto degli studenti maschi (ad eccezione di Nomura) porta il trucco come mezzo per coesistere con le studentesse dell'Accademia. È anche compagno di stanza di Nomura. Prima che Nomura affrontasse Satori Masuko viene avvicinato da un gruppo di ragazze mascherate al servizio del membro delle Cinque Spade con questa minaccia: per difendere il dormitorio maschile avrebbe dovuto drogare la cena del suo compagno di stanza cosicché Satori potesse incastrarlo senza problemi. A malincuore Masuko obbedisce all'ordine, anche se ciò lo fa sentire male. Dopo aver vinto Nomura lo informa di non avercela con lui, avendo fatto la scelta migliore per il dormitorio.
Koharu Narukami (鳴 神 虎 春?, Narukami Koharu)
Doppiata da: Eri Kitamura
La proprietaria dell'Accademia Aiichi e sorella maggiore di Tsukuyo. Era stata lei ad assegnare a Tsukuyo la sorveglianza di Nomura.
Yukino Fujibayashi (藤 林 祥 乃?, Fujibayashi Yukino)
Doppiata da: Mamiko Noto
Direttrice della scuola, maggiordomo e guardia del corpo di Koharu Narukami.
Misogi (ミソギ?)
Doppiata da: Nozomi Nishida
Una delle ragazze mascherate al servizio di Satori Tamaba che ricopre il ruolo di suo principale tenente. In combattimento usa una cerbottana armata di dardi impregnati di narcotico, ed è abbastanza abile da tener testa a Warabi, membro delle Cinque Spade. Durante la storia si scopre essere la sorella di Tamaba. Tanti anni prima il suo vero nome era Satori, mentre Misogi è il vero nome della sorella. Quando erano bambine a lei piaceva stare nei luoghi sopraelevati, osservando gli altri come se fossero niente, mentre Misogi stava sempre in basso, come se fosse un'ombra. Un giorno, mentre erano al parco giochi e Satori si era arrampicata in cima al castello del parco, Misogi uscì dagli schemi salendo in cima alla struttura. Quando Satori protestò Misogi la spinse giù, ferendo la sorella all'occhio sinistro nella caduta. Da quel momento i ruoli si invertirono: Misogi divenne Satori, e a sua volta Satori divenne Misogi. "Satori" si prese la vita della sorella, mentre "Misogi" divenne la sua lacchè personale, assecondandola in tutto. Ciò è dovuto ad un profondo senso di colpa di Misogi: il giorno in cui venne buttata a terra dalla sorella si rese conto di come appariva quando la guardava dall'alto in basso, finendo per incolparsi di averla resa così. Proprio per questo, nonostante tutto, le vuole ancora bene. Durante la caccia dell'Imperatrice alle Cinque Spade Supreme, le sorelle vengono ridotte entrambe in fin di vita. Quando Amō sta per dare il colpo di grazia a Satori, Misogi si frappone tra loro. Prima di perdere i sensi dice a sua sorella di volerle bene. Ciò sembra rompere la maschera di "Satori", facendola disperare nel momento in cui si rende conto di quanto si sia comportata orribilmente con lei.
Dopo la sconfitta dell'Imperatrice vengono entrambe portate in infermeria e curate. Dopo che Satori riceve la visita di Nomura, anche Misogi viene a trovarla. Quando questa non sa se chiamarla Satori o Misogi, le risponde che vanno bene tutti e due, poiché "io sono io, dopotutto", segno che tra le due sorelle è tornata la pace.
Eva Maria Rose (エ ヴ ァ マ リ ア?, Eva Maria Rose)
Doppiata da: Saki Fujita
La responsabile del dormitorio femminile che si prende cura di Tsukuyo dietro ordine di Koharu.
Dousetsu Kirisaki (桐 崎 道 津?, Kirisaki Dōsetsu)
Doppiata da: Chiharu Shigematsu
Un amico di Fudo Nomura nella sua vecchia scuola. Nomura la prese per mano e Dousetsu lo invitò amabilmente a passeggiare per la scuola. Kirukiru, per gelosia, lo attaccò, rendendolo incapace di alzarsi in piedi. Viene in seguito rivelato che il motivo di Fudo di voler essere libero di lasciare l'Accadema Aichi era vedere se Dousetsu stava bene.
Doumou (ド モ モ?, Dōmō)
Doppiato da: Saki Fujita
È il cucciolo di Kyoubo. Sembra abile nel nascondersi.
Omugi (大 隈?, Omugi)
Doppiato da: Chiharu Shigematsu
È uno dei colleghi di Kusuo, è sempre visto accanto a Hiko. Lui, Hiko e Kusuo, sono i narratori nei titoli di coda degli episodi.

## Media

### Manga

Logo della serie

Il manga, scritto da Yūya Kurokami e disegnato da Karuna Kanzaki, è stato serializzato sulla rivista Monthly Shōnen Ace di Kadokawa Shoten dal 25 marzo 2014 al 24 giugno 2022. I capitoli sono stati raccolti in 12 volumi tankōbon pubblicati dal 25 ottobre 2014 al 26 agosto 2022.
In Italia la serie è stata acquistata da Edizioni BD per l'etichetta J-Pop e pubblicata dal 21 marzo 2018 al 6 dicembre 2023.

#### Volumi
| Nº | Data di prima pubblicazione | Data di prima pubblicazione                                                 | Data di prima pubblicazione | Data di prima pubblicazione |
| Nº | Giapponese                  | Giapponese                                                                  | Italiano                    | Italiano                    |
| -- | --------------------------- | --------------------------------------------------------------------------- | --------------------------- | --------------------------- |
| 1  | 25 ottobre 2014             | ISBN 978-4-04-102229-0                                                      | 21 marzo 2018               | ISBN 978-88-3275-315-8      |
| 2  | 26 febbraio 2015            | ISBN 978-4-04-102877-3                                                      | 23 maggio 2018              | ISBN 978-88-3275-396-7      |
| 3  | 25 luglio 2015              | ISBN 978-4-04-103449-1                                                      | 11 luglio 2018              | ISBN 978-88-3275-460-5      |
| 4  | 26 febbraio 2016            | ISBN 978-4-04-104088-1                                                      | 12 settembre 2018           | ISBN 978-88-3275-547-3      |
| 5  | 26 luglio 2016              | ISBN 978-4-04-104537-4                                                      | 22 novembre 2018            | ISBN 978-88-3275-594-7      |
| 6  | 25 marzo 2017               | ISBN 978-4-04-104538-1                                                      | 9 gennaio 2019              | ISBN 978-88-3275-717-0      |
| 7  | 25 novembre 2017            | ISBN 978-4-04-106307-1 (ed. regolare) ISBN 978-4-04-105638-7 (ed. limitata) | 19 giugno 2019              | ISBN 978-88-3275-772-9      |
| 8  | 24 luglio 2018              | ISBN 978-4-04-106929-5                                                      | 2 ottobre 2019              | ISBN 978-88-349-0007-9      |
| 9  | 25 giugno 2019              | ISBN 978-4-04-106930-1                                                      | 26 febbraio 2020            | ISBN 978-88-349-0181-6      |
| 10 | 25 febbraio 2020            | ISBN 978-4-04-109039-8                                                      | 17 febbraio 2021            | ISBN 978-88-349-0484-8      |
| 11 | 25 novembre 2020            | ISBN 978-4-04-109040-4                                                      | 13 luglio 2022              | ISBN 978-88-349-1062-7      |
| 12 | 25 settembre 2021           | ISBN 978-4-04-111713-2                                                      | 7 giugno 2023               | ISBN 978-88-349-2026-8      |
| 13 | 26 agosto 2022              | ISBN 978-4-04-111714-9                                                      | 6 dicembre 2023             | ISBN 978-88-349-1295-9      |

### Anime
Annunciato il 19 giugno 2016 da Kadokawa, un adattamento anime, prodotto da Silver Link e diretto da Hideki Tachibana, è andato in onda dal 5 aprile al 21 giugno 2017. Le sigle di apertura e chiusura sono rispettivamente Shocking Blue di Miku Itō e Decide del gruppo Tenka Goken (formato dalle doppiatrici Yūki Takada, Sayaka Kitahara, Nozomi Nishida, Rina Hidaka e Natsumi Hioka). Negli Stati Uniti i diritti sono stati acquistati da Sentai Filmworks per la piattaforma Anime Strike di Amazon. Un episodio OAV sarà pubblicato insieme al settimo volume del manga il 25 novembre 2017.

#### Episodi
| Nº | Titolo italiano (traduzione letterale) Giapponese 「Kanji」 - Rōmaji                                                 | In onda        | In onda |
| Nº | Titolo italiano (traduzione letterale) Giapponese 「Kanji」 - Rōmaji                                                 | Giapponese     |         |
| 1  | La spada meravigliosa "Rin Onigawara" 「素晴らしき刃「鬼瓦輪」」 - Subarashiki yaiba "Onigawara Rin"                 | 5 aprile 2017  |         |
| 2  | La rivolta del "dormitorio casto" 「「貞淑寮」騒乱」 - "Teishuku ryō" sōran                                          | 12 aprile 2017 |         |
| 3  | La spada bellissima "Mary Kikakujō" 「麗しき刃「亀鶴城メアリ」」 - Uruwashiki yaiba "Kikakujō Meari"                 | 19 aprile 2017 |         |
| 4  | La proclamazione d'apertura delle "Warabimpiadi"! 「「ワラビンピック」開幕宣言！」 - "Warabinpikku" kaimaku sengen!  | 26 aprile 2017 |         |
| 5  | La spada pazza d'amore "Warabi Hanasaka" 「愛狂しき刃「花酒蕨」」 - Ai kuruoshiki yaiba "Hanasaka Warabi"            | 3 maggio 2017  |         |
| 6  | Il promemoria di un certo "scandalo" 「ある「スキャンダル」の覚え書き」 - Aru "sukyandāru" no oboegaki               | 10 maggio 2017 |         |
| 7  | La spada sospetta "Satori Tamaba" 「妖しき刃「眠目さとり」」 - Ayashiki yaiba "Tamaba Satori"                        | 17 maggio 2017 |         |
| 8  | Le "situazioni" di lui, lei e l'effemminato 「彼氏彼女オネエの「事情」」 - Kareshi kanojo onee no "jijō"             | 24 maggio 2017 |         |
| 9  | Il giorno in cui l'"amore" è stato infranto 「「愛」が壊れた日」 - "Ai" ga kowareta hi                               | 31 maggio 2017 |         |
| 10 | La spada spaventosa "Tsukuyo Inaba" 「恐ろしき刃「因幡月夜」」 - Osoroshiki yaiba "Inaba Tsukuyo"                    | 7 giugno 2017  |         |
| 11 | Il "proiettile" di quel giorno che rimane nel cuore 「胸に残るあの日の「弾丸」」 - Mune ni nokoru ano hi no "dangan" | 14 giugno 2017 |         |
| 12 | Il "machiavellismo" delle ragazze 「少女達の「マキャヴェリズム」」 - Shōjo-tachi no "Makyaverizumu"                  | 21 giugno 2017 |         |

## Accoglienza
Il quarto volume della serie cartacea è apparso nelle classifiche dei manga di Oricon classificandosi al 49º posto e vendendo 16 180 copie stimate in Giappone.